# Gacho
Gacho (латис. Gacho; *19 жовтня 1983, Рига) — латиський музикант виступає у жанрі Хіп-хоп.

### Дискографія
- "12 mēneši" (2002)
- "Privātais Radio" (2005)
- "Gatis Irbe" (2009)
- "Mans Lielais Singls" - remixed

### Мікс-тейпи
- «Privātais mixtape» (2009)

### Музичні відеороботи
- Attiecības
- Kā Lai Īsāk Paskaidro [Архівовано 11 травня 2019 у Wayback Machine.]
- Mūsu [Архівовано 10 вересня 2011 у Wayback Machine.]
- Oskars Par IQ" (Freestyle video) [Архівовано 17 жовтня 2020 у Wayback Machine.]
- Mans Lielais Singls [Архівовано 7 листопада 2015 у Wayback Machine.]
- «Par Virsdrēbēm» [Архівовано 17 грудня 2018 у Wayback Machine.]
- «Mans Lielais Singls» feat. Thursday 12th
- «Dzīvo, Dzīvo» feat. Pato Pooh
- «Kas Tu Esi?» [Архівовано 2 квітня 2017 у Wayback Machine.]
- «Stampā Grīdu» [Архівовано 22 жовтня 2012 у Wayback Machine.]
- «Pa Fikso» [Архівовано 11 грудня 2017 у Wayback Machine.]
- «Riga Haute Couture» [Архівовано 7 червня 2017 у Wayback Machine.]

### Інші відео
- Austrumbloks «Gatavi Bliezt»
- The Mundane ir GACHO «Par Daudz» [Архівовано 11 січня 2019 у Wayback Machine.]
- Eal's, GACHO, Ozols «Riga Rec MCs» [Архівовано 14 жовтня 2016 у Wayback Machine.]

### Спільні диски та альбоми з іншими викорнавцями
- «Riga Records» (2002)
- Austrumbloks «Latvieši Russkije» (2004)
- «Latvijas hip hop promo izlase» (2004)
- Jānis Stībelis «Glāze Piena» (2007)

### Нагороди
- Латвійські музичні рекорди — 2009 р. кращий альбом hip-hop
- Латвійський національний футбольний гімн — « Мій великий одинак».